# Santa Catalina (Negros Oriental)
Santa Catalina ist eine philippinische Gemeinde in der Provinz Negros Oriental. Sie hat 75.756 Einwohner (Zensus 1. August 2015). Das Gemeindegebiet ist sehr gebirgig und wird vom Vulkangebirge des Cuernos de Negros dominiert.

## Baranggays
Santa Catalina ist politisch in 22 Barangays unterteilt.
| - Alangilan - Amio - Buenavista - Kabulacan - Caigangan - Caranoche - Cawitan - Fatima - Mabuhay - Manalongon - Mansagomayon | - Milagrosa - Nagbinlod - Nagbalaye - Obat - Poblacion - San Francisco - San Jose - San Miguel - San Pedro - Santo Rosario - Talalak |